# 宁德天后宫
宁德天后宫，俗称宁德妈祖庙，是位于中华人民共和国福建省宁德市蕉城区蕉南街道福山街47号的一座清代古建筑，由当地信众为供奉媽祖而建立。该天后宫的偏殿为宁德市蕉城区博物馆所在地，并作为1937年福建省政府与中共闽东特委和谈地，而在1980年11月11日以国共和谈旧址的名义入选首批宁德县文物保护单位；2009年11月16日，宁德天后宫入选为第七批福建省文物保护单位。

## 历史
宁德天后宫始建于清朝乾隆二十七年（1762年），咸丰元年（1851年）重建大殿。民国26年（1937年）8月，中共闽东特委与福建省政府在天后宫偏殿进行两次谈判，最终达成停止内战、合作抗日的协议。民国末期，天后宫由于年久失修而被关闭。中华人民共和国成立后，天后宫被作为粮仓使用，部分建筑遭改建，文化大革命期间，门楼、戏台等构造遭破坏，拜亭被改建为仓库，仅余正殿、偏殿和后殿存世。
1980年11月，宁德县人民政府以“国共和谈旧址”的名义将天后宫列为第一批县级文物保护单位。1990年代，宁德市博物馆（今蕉城区博物馆）对天后宫部分建筑进行了修缮。1988年2月，宁德县人民政府决定将天后宫偏殿辟为县博物馆，翌年，宁德市（县级）博物馆得到宁德市编制委员会的同意而正式成立，1999年5月起对外不定期开放。2000年，随着宁德市撤市设区，博物馆随之更名为蕉城区博物馆。
2004年3月，蕉城区文化和体育局在天后宫设立“宁德妈祖文化研究会”，负责天后宫的开发、管理和保护工作，天后宫逐步对外开放，并吸引民资参与建设。2009年，天后宫偏殿修复工作完成，并作为蕉城区博物馆正式免费对外开放，同年11月，福建省人民政府将宁德天后宫纳入第七批省级文物保护单位。

## 建筑
宁德天后宫整体占地2400多平方米，坐东北朝西南，有门楼、戏台、拜亭、正殿、后殿和偏殿等结构，其中正殿面阔五间、进深五间，穿斗、抬梁式砖木构架，硬山顶，高约11.5米，殿内有咸丰元年建造的镂空青石龙柱4根，浮雕花岗岩凤柱2根。天后宫左后侧10米处有建于乾隆五十九年（1794年）、修缮于光绪元年（1875年）的附属文物碧泉井，为蕉城区四大古井之一。
偏殿为蕉城区博物馆的展厅，展览面积400平方米，藏品总数772件（套），其中珍贵文物（国家一级、二级、三级文物）共40件（套），内有4个陈列展览，展厅前半部分展有撰写余复生平的牌坊，崔世召墓前的石马，闽东国共第二、三次和谈旧址等展品，展馆四周展有展示蕉城民俗的实物用具，展厅后半部分的天井内则展有蕉城区境内发现的各式各样的石碑，其中历史最早者可追溯到南宋绍兴三十年（1161年）。

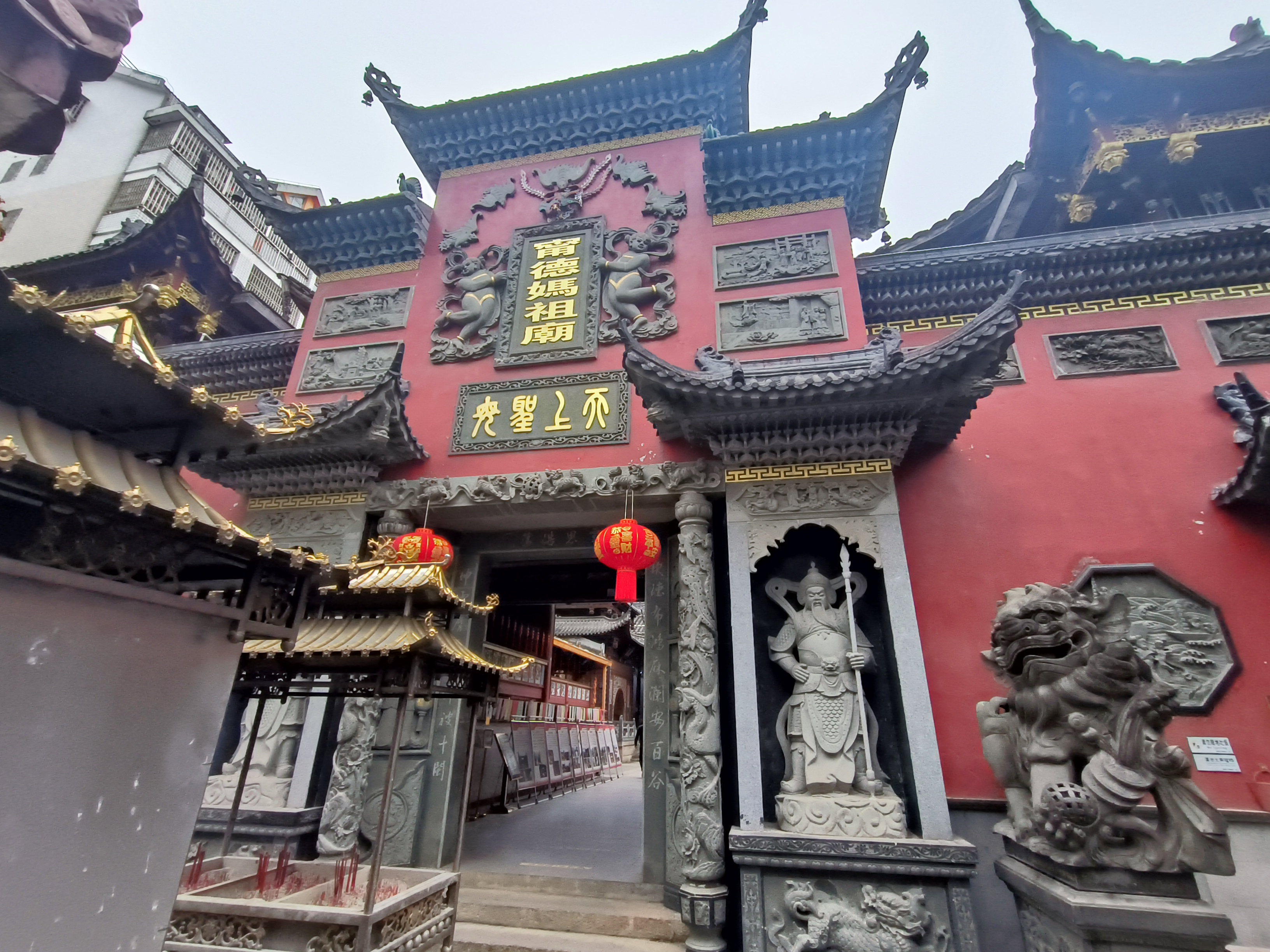
天后宫的门楼
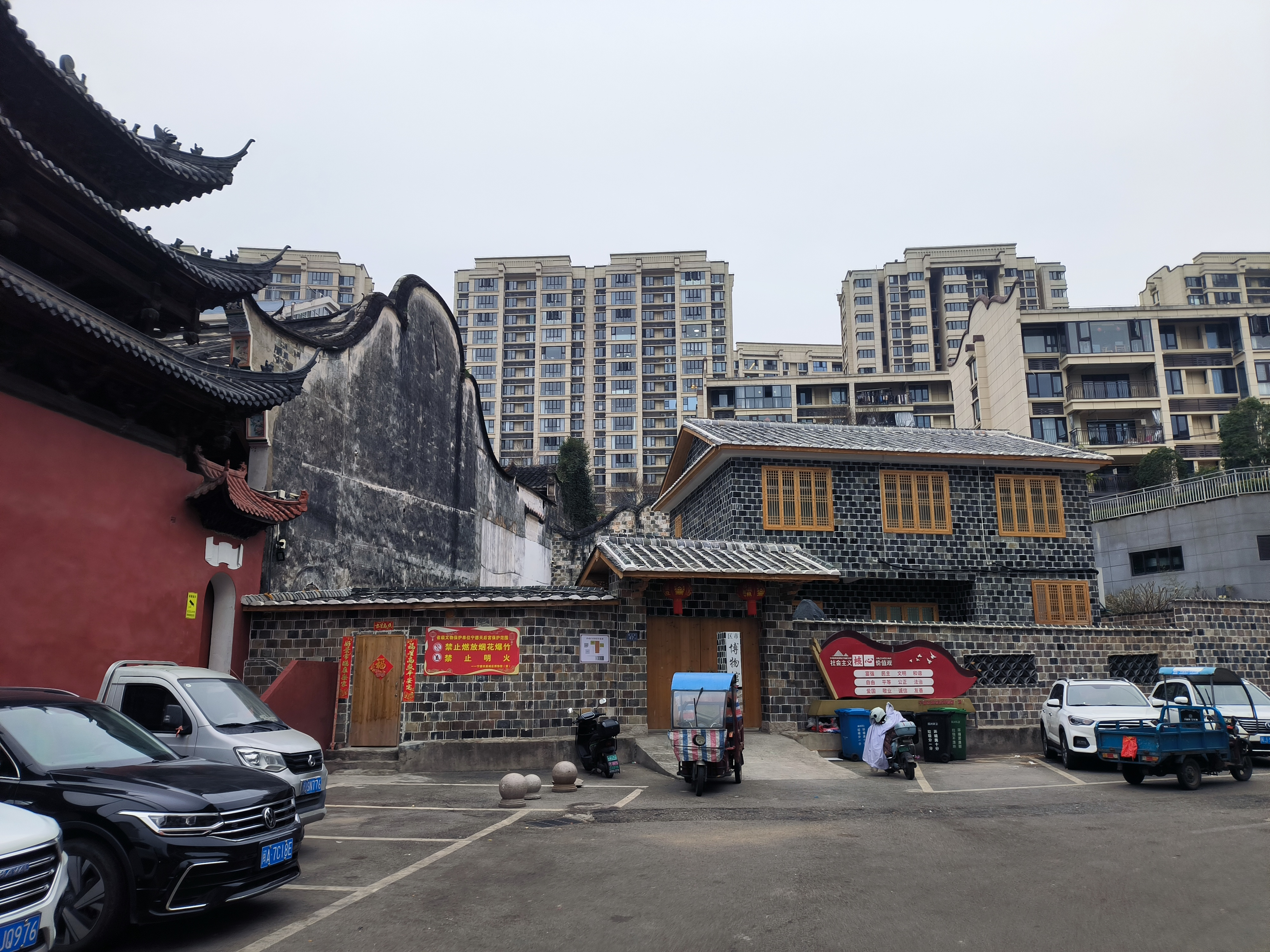
天后宫后侧的办公区
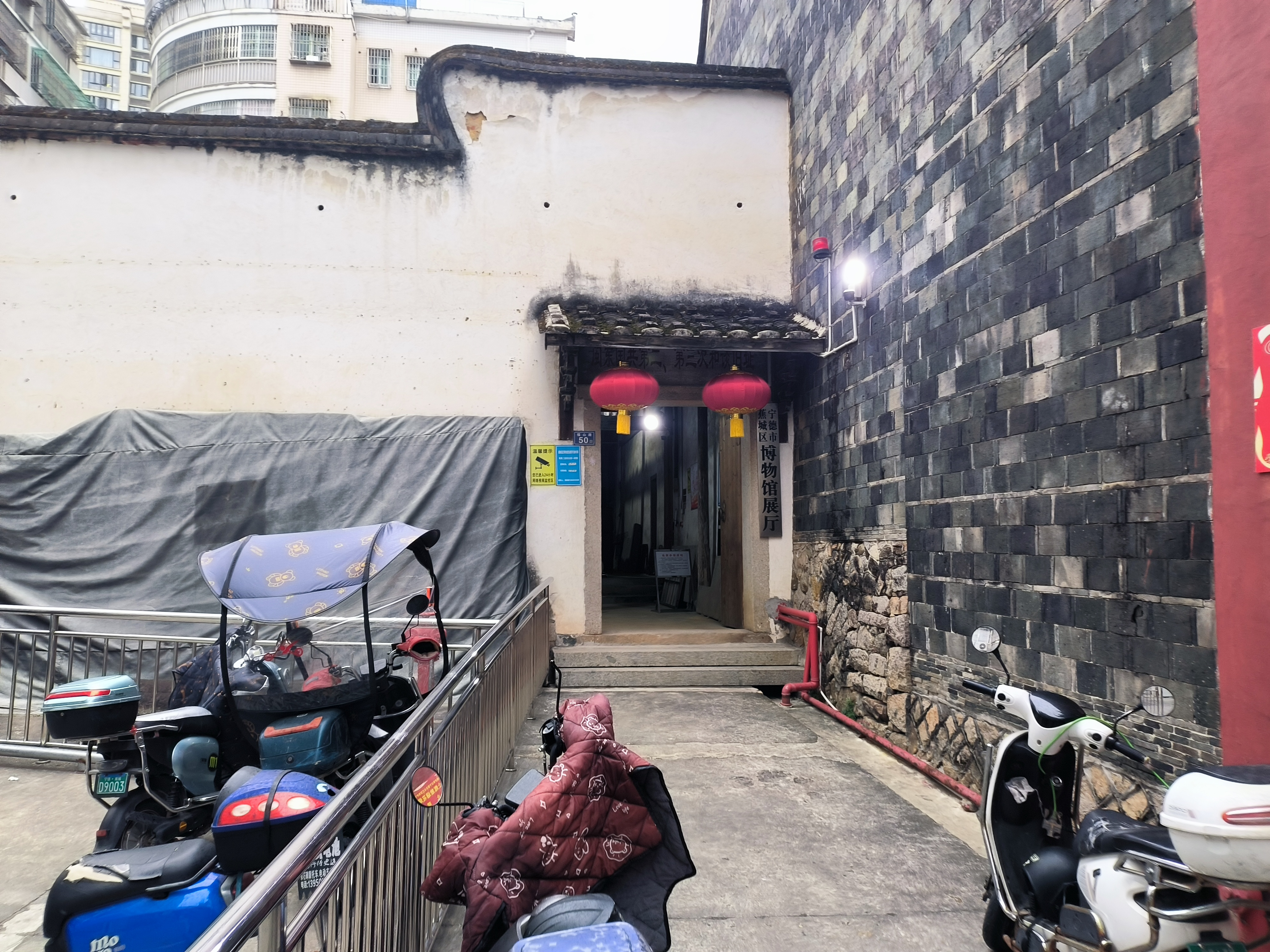
偏殿及博物馆展厅
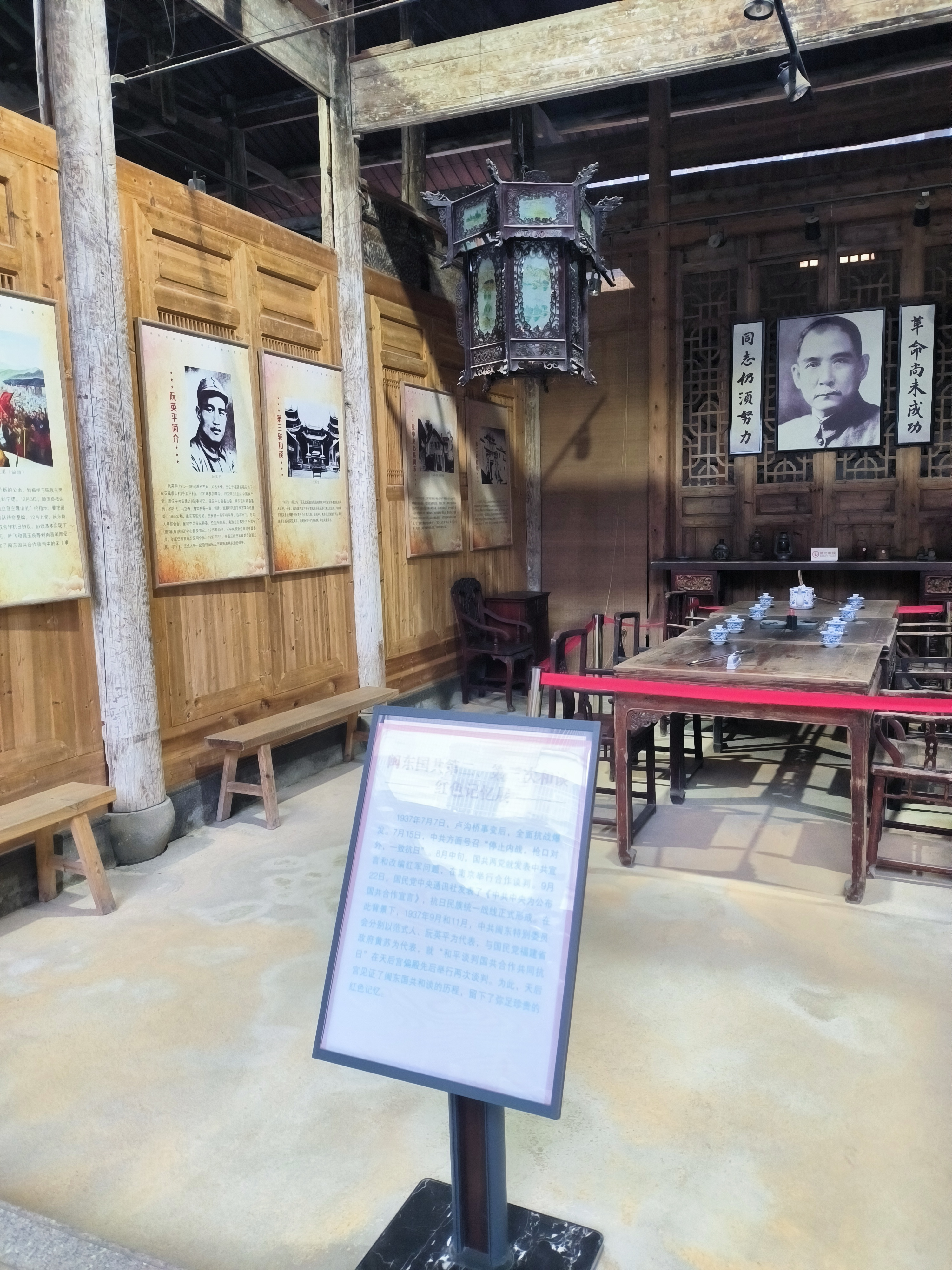
国共和谈旧址
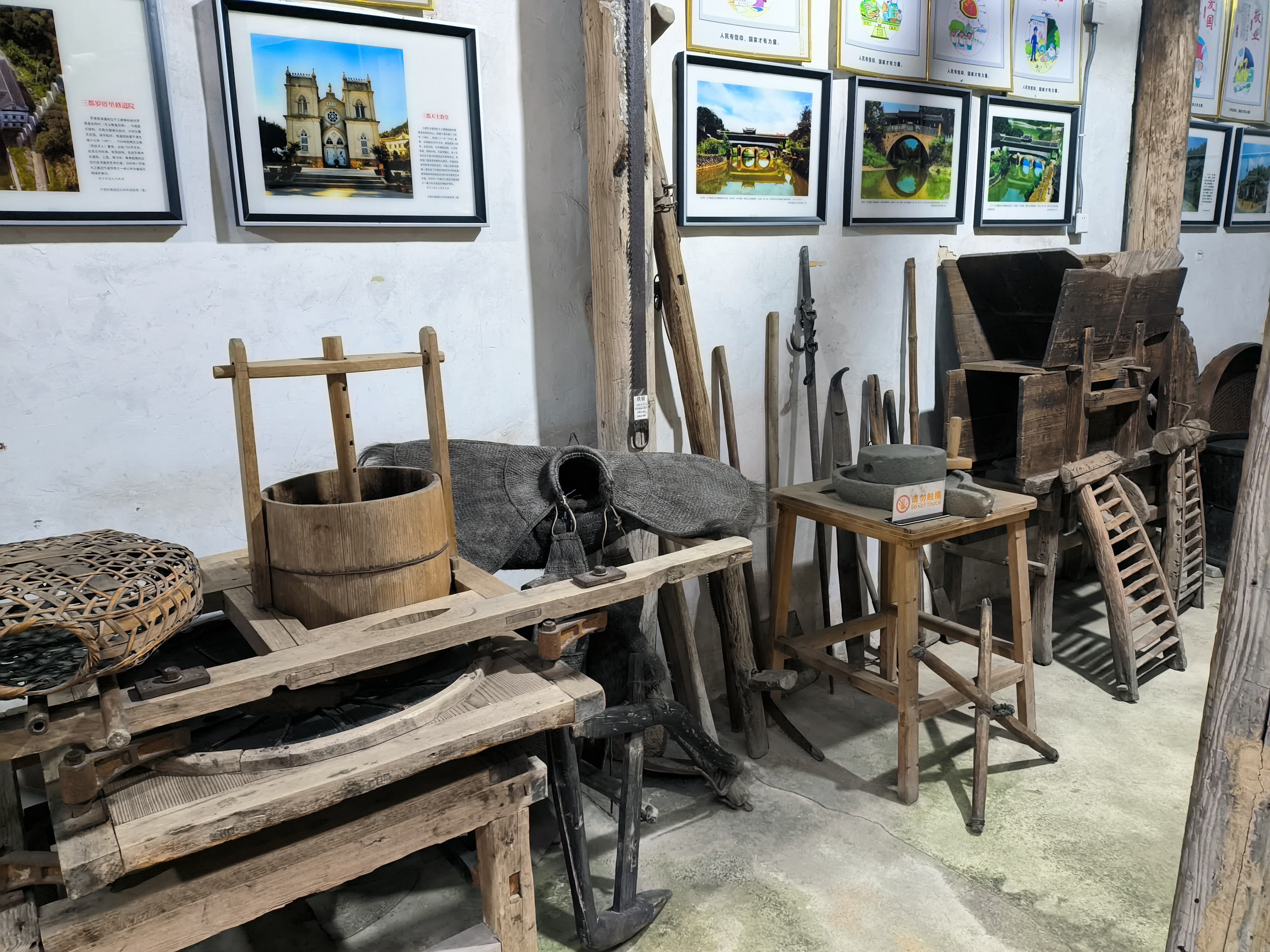
民俗用具的展览